# Porto Esperidião
Porto Esperidião là một đô thị thuộc bang Mato Grosso, Brasil. Đô thị này có diện tích 5815,306 km², dân số năm 2016 là 11.535 người, mật độ 1,65 người/km².